# Danh sách cầu thủ tham dự giải vô địch bóng đá U-19 châu Âu 2014
Giải vô địch bóng đá U-19 châu Âu 2014 là một giải thi đấu bóng đá quốc tế tổ chức ở Hungary từ 19 đến 31 tháng 7 năm 2014. 8 đội bóng U-19 tham gia phải đăng ký đội hình 18 cầu thủ. Các cầu thủ được phép thi đấu nếu sinh trong hoặc sau ngày 1 tháng 1 năm 1995. Chỉ có những cầu thủ trong đội hình mới được phép tham gia giải đấu.
Tuổi được tính đến ngày khai mạc giải đấu, 19 tháng 7 năm 2014.
Cầu thủ in đậm từng thi đấu tại đội tuyển quốc gia.

## Bảng A

### Hungary
Huấn luyện viên:  Géza Mészöly
| Số | VT | Cầu thủ         | Ngày sinh (tuổi)           | Trận | Bàn | Câu lạc bộ            |
| -- | -- | --------------- | -------------------------- | ---- | --- | --------------------- |
| 1  | TM | Alex Hrabina    | 5 tháng 4, 1995 (19 tuổi)  | 0    | 0   | Nyíregyháza Spartacus |
| 3  | HV | Attila Talabér  | 29 tháng 5, 1996 (18 tuổi) | 0    | 0   | MTK Budapest          |
| 4  | HV | Bence Lenzsér   | 9 tháng 4, 1996 (18 tuổi)  | 0    | 0   | Gőri ETO              |
| 5  | HV | Krisztián Tamás | 18 tháng 4, 1995 (19 tuổi) | 0    | 0   | Milan                 |
| 6  | HV | Dávid Bobál     | 31 tháng 8, 1995 (18 tuổi) | 0    | 0   | Budapest Honvéd       |
| 7  | TV | Zoltán Medgyes  | 23 tháng 7, 1995 (18 tuổi) | 0    | 0   | Szombathelyi Haladás  |
| 8  | TV | Bence Mervó     | 5 tháng 3, 1995 (19 tuổi)  | 0    | 0   | Győri ETO             |
| 9  | TĐ | Gergely Bobál   | 31 tháng 8, 1995 (18 tuổi) | 0    | 0   | Budapest Honvéd       |
| 10 | TV | Márió Németh    | 1 tháng 5, 1995 (19 tuổi)  | 0    | 0   | Szombathelyi Haladás  |
| 11 | TĐ | Dávid Forgács   | 29 tháng 9, 1995 (18 tuổi) | 0    | 0   | Atalanta              |
| 12 | TM | György Székely  | 2 tháng 6, 1995 (19 tuổi)  | 0    | 0   | 1860 Munich II        |
| 13 | TĐ | Norbert Balogh  | 21 tháng 2, 1996 (18 tuổi) | 0    | 0   | Létavértes SC 97      |
| 14 | TV | Dominik Nagy    | 8 tháng 5, 1995 (19 tuổi)  | 0    | 0   | Ferencváros           |
| 17 | TĐ | Zoltán Farkas   | 11 tháng 8, 1995 (18 tuổi) | 0    | 0   | Győri ETO             |
| 18 | TV | Donát Zsótér    | 6 tháng 1, 1996 (18 tuổi)  | 0    | 0   | Dunaújváros PASE      |
| 19 | TV | Zsolt Kalmár    | 9 tháng 6, 1995 (19 tuổi)  | 0    | 0   | Győri ETO             |
| 20 | TV | Dávid Asztalos  | 9 tháng 3, 1995 (19 tuổi)  | 0    | 0   | MTK Budapest          |
| 23 | TĐ | Szabolcs Varga  | 17 tháng 3, 1995 (19 tuổi) | 0    | 0   | Heerenveen            |

### Áo
Huấn luyện viên:  Andreas Heraf
| Số | VT | Cầu thủ             | Ngày sinh (tuổi)            | Trận | Bàn | Câu lạc bộ        |
| -- | -- | ------------------- | --------------------------- | ---- | --- | ----------------- |
| 1  | TM | Ivan Lučić          | 23 tháng 3, 1995 (19 tuổi)  |      |     | Bayern Munich     |
| 3  | HV | Daniel Rosenbichler | 17 tháng 10, 1995 (18 tuổi) |      |     | Admira Wacker     |
| 4  | HV | Lukas Gugganig      | 14 tháng 2, 1995 (19 tuổi)  |      |     | FC Liefering      |
| 5  | HV | Patrick Puchegger   | 4 tháng 5, 1995 (19 tuổi)   |      |     | Bayern Munich     |
| 6  | HV | Phápsco Lovrić      | 5 tháng 10, 1995 (18 tuổi)  |      |     | VfB Stuttgart     |
| 7  | TV | Sascha Horvath      | 22 tháng 8, 1996 (17 tuổi)  |      |     | Austria Wien      |
| 8  | TV | Peter Michorl       | 9 tháng 5, 1995 (19 tuổi)   |      |     | Austria Wien      |
| 9  | TĐ | Valentin Grubeck    | 26 tháng 2, 1995 (19 tuổi)  |      |     | SV Horn           |
| 10 | TĐ | Markus Blutsch      | 1 tháng 6, 1995 (19 tuổi)   |      |     | LASK              |
| 11 | TĐ | Sinan Bytyqi        | 15 tháng 1, 1995 (19 tuổi)  |      |     | Manchester City   |
| 13 | TV | Michael Brandner    | 13 tháng 2, 1995 (19 tuổi)  |      |     | FC Liefering      |
| 15 | HV | Philipp Lienhart    | 11 tháng 7, 1996 (18 tuổi)  |      |     | Rapid Wien        |
| 16 | HV | Alexander Joppich   | 19 tháng 1, 1995 (19 tuổi)  |      |     | FC Liefering      |
| 17 | TV | Konrad Laimer       | 27 tháng 5, 1997 (17 tuổi)  |      |     | Red Bull Salzburg |
| 18 | TV | Martin Rasner       | 18 tháng 5, 1995 (19 tuổi)  |      |     | FC Liefering      |
| 19 | TĐ | Daniel Maderner     | 12 tháng 10, 1995 (18 tuổi) |      |     | Wiener Neustadt   |
| 20 | TĐ | Florian Grillitsch  | 7 tháng 8, 1995 (18 tuổi)   |      |     | Werder Bremen     |
| 21 | TM | Tino Casali         | 14 tháng 11, 1995 (18 tuổi) |      |     | Austria Wien      |

### Bồ Đào Nha
Huấn luyện viên:  Hélio Sousa
Hélio Sousa công bố đội hình 18 cầu thủ ngày 23 tháng 6 năm 2014. Ngày 23 tháng 7 năm 2014, Romário Baldé thay cho Nuno Santos bị chấn thương.
| Số | VT | Cầu thủ          | Ngày sinh (tuổi)            | Trận | Bàn | Câu lạc bộ      |
| -- | -- | ---------------- | --------------------------- | ---- | --- | --------------- |
| 1  | TM | Tiago Sá         | 11 tháng 1, 1995 (19 tuổi)  | 12   | 0   | Braga           |
| 2  | HV | Pedro Rebocho    | 23 tháng 1, 1995 (19 tuổi)  | 29   | 0   | Benfica         |
| 3  | HV | João Nunes       | 19 tháng 11, 1995 (18 tuổi) | 13   | 0   | Benfica         |
| 4  | HV | Jordan Machado   | 28 tháng 1, 1995 (19 tuổi)  | 8    | 0   | Montpellier     |
| 5  | HV | Luís Rafael      | 9 tháng 5, 1995 (19 tuổi)   | 25   | 2   | Porto           |
| 6  | TV | Tomás Podstawski | 30 tháng 1, 1995 (19 tuổi)  | 32   | 0   | Porto           |
| 7  | TV | Raphael Guzzo    | 6 tháng 1, 1995 (19 tuổi)   | 15   | 2   | Benfica         |
| 8  | TV | Francisco Ramos  | 10 tháng 4, 1995 (19 tuổi)  | 20   | 2   | Porto           |
| 9  | TĐ | André Silva      | 6 tháng 11, 1995 (18 tuổi)  | 19   | 11  | Porto           |
| 10 | TĐ | Marcos Lopes     | 12 tháng 12, 1995 (18 tuổi) | 20   | 12  | Lille           |
| 11 | TĐ | Nuno Santos      | 23 tháng 2, 1995 (19 tuổi)  | 16   | 6   | Benfica         |
| 12 | TM | André Moreira    | 2 tháng 12, 1995 (18 tuổi)  | 3    | 0   | Ribeirão        |
| 13 | HV | Mauro Riquicho   | 7 tháng 4, 1995 (19 tuổi)   | 4    | 0   | Sporting CP     |
| 14 | HV | Domingos Duarte  | 10 tháng 3, 1995 (19 tuổi)  | 10   | 1   | Sporting CP     |
| 15 | TV | Jorge Intima     | 21 tháng 9, 1995 (18 tuổi)  | 7    | 3   | Manchester City |
| 16 | TV | João Palhinha    | 9 tháng 7, 1995 (19 tuổi)   | 12   | 1   | Sporting CP     |
| 17 | TĐ | Ivo Rodrigues    | 30 tháng 3, 1995 (19 tuổi)  | 10   | 6   | Porto           |
| 18 | TĐ | Gelson Martins   | 11 tháng 5, 1995 (19 tuổi)  | 16   | 6   | Sporting CP     |
| 19 | TĐ | Romário Baldé    | 25 tháng 12, 1996 (17 tuổi) | 0    | 0   | Benfica         |

### Israel
Huấn luyện viên:  Eli Ohana

| Số | VT | Cầu thủ              | Ngày sinh (tuổi)            | Trận | Bàn | Câu lạc bộ                 |
| -- | -- | -------------------- | --------------------------- | ---- | --- | -------------------------- |
| 1  | TM | Dean Gal             | 13 tháng 2, 1995 (19 tuổi)  | 10   | 0   | Maccabi Netanya            |
| 2  | HV | Guy Aviv             | 26 tháng 2, 1996 (18 tuổi)  | 5    | 0   | Maccabi Tel Aviv           |
| 3  | HV | Omer Danino          | 17 tháng 2, 1995 (19 tuổi)  | 14   | 1   | Maccabi Petah Tikva        |
| 4  | HV | David Keltjens       | 11 tháng 6, 1995 (19 tuổi)  | 6    | 0   | Beitar Jerusalem           |
| 5  | HV | Ayid Habshi          | 10 tháng 5, 1995 (19 tuổi)  | 12   | 0   | Maccabi Haifa              |
| 6  | TĐ | Dor Hugi             | 10 tháng 7, 1995 (19 tuổi)  | 14   | 2   | Hapoel Petah Tikva         |
| 7  | TV | Dan Glazer           | 20 tháng 9, 1996 (17 tuổi)  | 4    | 0   | Maccabi Tel Aviv           |
| 8  | TĐ | Sean Weissman        | 14 tháng 2, 1996 (18 tuổi)  | 11   | 2   | Maccabi Haifa              |
| 9  | TĐ | Michael Ohana        | 4 tháng 10, 1995 (18 tuổi)  | 14   | 4   | Ashdod                     |
| 10 | TV | Ramzi Safouri        | 21 tháng 10, 1995 (18 tuổi) | 14   | 3   | Hapoel Tel Aviv            |
| 11 | TĐ | Noor Bisan           | 17 tháng 1, 1995 (19 tuổi)  | 8    | 0   | Maccabi Netanya            |
| 12 | HV | Sagi Dror            | 7 tháng 8, 1995 (18 tuổi)   | 6    | 2   | Hapoel Ra'anana            |
| 13 | HV | Sean Goldberg        | 13 tháng 6, 1995 (19 tuổi)  | 9    | 0   | Maccabi Tel Aviv           |
| 14 | TV | Dor Peretz           | 17 tháng 5, 1995 (19 tuổi)  | 6    | 1   | Maccabi Tel Aviv           |
| 15 | TV | Eden Shamir          | 26 tháng 6, 1995 (19 tuổi)  | 13   | 3   | Hapoel Ironi Kiryat Shmona |
| 16 | TĐ | Sagiv Yehezkel       | 21 tháng 3, 1995 (19 tuổi)  | 14   | 2   | Hapoel Tel Aviv            |
| 17 | HV | Mohammed Abu al Hija | 11 tháng 1, 1995 (19 tuổi)  | 13   | 1   | Hapoel Tel Aviv            |
| 18 | TM | Stav Shushan         | 14 tháng 5, 1995 (19 tuổi)  | 0    | 0   | Beitar Jerusalem           |

## Bảng B

### Bulgaria
Huấn luyện viên:  Aleksandar Dimitrov

| Số | VT | Cầu thủ             | Ngày sinh (tuổi)            | Trận | Bàn | Câu lạc bộ         |
| -- | -- | ------------------- | --------------------------- | ---- | --- | ------------------ |
| 0  | HV | Troyan Gotchev      | 8 tháng 8, 1996 (17 tuổi)   | 0    | 0   | Levski Sofia       |
| 1  | TM | Kristiyan Katsarev  | 7 tháng 8, 1995 (18 tuổi)   | 0    | 0   | Lokomotiv Sofia    |
| 2  | HV | Vasil Popov         | 19 tháng 11, 1995 (18 tuổi) | 7    | 0   | CSKA Sofia         |
| 3  | TV | Reyan Daskalov      | 10 tháng 2, 1995 (19 tuổi)  | 6    | 2   | Litex Lovech       |
| 4  | HV | Preslav Petrov      | 1 tháng 5, 1995 (19 tuổi)   | 3    | 0   | Ludogorets Razgrad |
| 5  | HV | Plamen Galabov      | 2 tháng 11, 1995 (18 tuổi)  | 5    | 0   | Litex Lovech       |
| 6  | HV | Hristofor Hubchev   | 24 tháng 11, 1995 (18 tuổi) | 6    | 0   | Montana            |
| 7  | TĐ | Kiril Despodov      | 11 tháng 11, 1996 (17 tuổi) | 11   | 3   | Litex Lovech       |
| 8  | TV | Nikola Kolev        | 6 tháng 6, 1995 (19 tuổi)   | 3    | 1   | Litex Lovech       |
| 9  | TĐ | Georgi Minchev      | 20 tháng 4, 1995 (19 tuổi)  | 5    | 0   | Litex Lovech       |
| 10 | TV | Stanislav Dryanov   | 4 tháng 2, 1995 (19 tuổi)   | 10   | 1   | Botev Plovdiv      |
| 11 | TV | Antonio Vutov       | 6 tháng 6, 1996 (18 tuổi)   | 5    | 2   | Udinese            |
| 12 | TM | Aleksandar Lyubenov | 11 tháng 2, 1995 (19 tuổi)  | 6    | 0   | Levski Sofia       |
| 13 | TV | Dimitar Velkovski   | 22 tháng 1, 1995 (19 tuổi)  | 2    | 0   | Lokomotiv Sofia    |
| 14 | HV | Miki Orachev        | 19 tháng 3, 1996 (18 tuổi)  | 3    | 0   | Levski Sofia       |
| 16 | TV | Petar Vitanov       | 10 tháng 3, 1995 (19 tuổi)  | 3    | 0   | CSKA Sofia         |
| 19 | HV | Aleksandar Vasilev  | 27 tháng 4, 1995 (19 tuổi)  | 8    | 0   | Ludogorets Razgrad |
| 20 | HV | Stefan Velkov       | 12 tháng 12, 1996 (17 tuổi) | 0    | 0   | Slavia Sofia       |
| 21 | TV | Radoslav Tsonev     | 29 tháng 4, 1995 (19 tuổi)  | 5    | 0   | Levski Sofia       |

### Đức
Huấn luyện viên:  Marcus Sorg 
| Số | VT | Cầu thủ           | Ngày sinh (tuổi)            | Trận | Bàn | Câu lạc bộ          |
| -- | -- | ----------------- | --------------------------- | ---- | --- | ------------------- |
| 1  | TM | Oliver Schnitzler | 13 tháng 10, 1995 (18 tuổi) | 5    | 0   | VfR Aalen           |
| 2  | HV | Kevin Akpoguma    | 19 tháng 4, 1995 (19 tuổi)  | 13   | 0   | 1899 Hoffenheim     |
| 3  | HV | Fabian Holthaus   | 17 tháng 1, 1995 (19 tuổi)  | 12   | 1   | VfL Bochum          |
| 4  | TV | Niklas Stark      | 14 tháng 4, 1995 (19 tuổi)  | 9    | 2   | 1. FC Nürnberg      |
| 5  | HV | Marc-Oliver Kempf | 28 tháng 1, 1995 (19 tuổi)  | 13   | 0   | Eintracht Frankfurt |
| 6  | TV | Joshua Kimmich    | 8 tháng 2, 1995 (19 tuổi)   | 5    | 1   | RB Leipzig          |
| 7  | TV | Hany Mukhtar      | 21 tháng 3, 1995 (19 tuổi)  | 11   | 7   | Hertha BSC          |
| 8  | TV | Levin Öztunalı    | 15 tháng 3, 1996 (18 tuổi)  | 7    | 2   | Bayer Leverkusen    |
| 9  | TV | Davie Selke       | 20 tháng 1, 1995 (19 tuổi)  | 10   | 8   | Werder Bremen       |
| 10 | TV | Marc Stendera     | 10 tháng 12, 1995 (18 tuổi) | 10   | 3   | Eintracht Frankfurt |
| 11 | TV | Julian Brandt     | 2 tháng 5, 1996 (18 tuổi)   | 10   | 2   | Bayer Leverkusen    |
| 12 | TM | Marius Gersbeck   | 20 tháng 6, 1995 (19 tuổi)  | 2    | 0   | Hertha BSC          |
| 13 | HV | Pascal Itter      | 3 tháng 4, 1995 (19 tuổi)   | 10   | 0   | Schalke 04          |
| 14 | TV | Felix Lohkemper   | 26 tháng 1, 1995 (19 tuổi)  | 8    | 3   | VfB Stuttgart       |
| 15 | TV | Jeremy Dudziak    | 28 tháng 8, 1995 (18 tuổi)  | 5    | 1   | BoNga Dortmund      |
| 16 | HV | Anthony Syhre     | 18 tháng 3, 1995 (19 tuổi)  | 11   | 0   | Hertha BSC          |
| 17 | TV | Benjamin Trümner  | 17 tháng 5, 1995 (19 tuổi)  | 4    | 0   | 1899 Hoffenheim     |
| 18 | HV | Marvin Friedrich  | 13 tháng 12, 1995 (18 tuổi) | 1    | 1   | Schalke 04          |
| 19 | TV | Sebastian Stolze  | 29 tháng 1, 1995 (19 tuổi)  | 3    | 2   | VfL Wolfsburg       |

### Ukraina
Huấn luyện viên:  Oleksandr Petrakov

| Số | VT | Cầu thủ               | Ngày sinh (tuổi)            | Trận | Bàn | Câu lạc bộ       |
| -- | -- | --------------------- | --------------------------- | ---- | --- | ---------------- |
| 1  | TM | Roman Pidkivka        | 9 tháng 5, 1995 (19 tuổi)   | 1    | 0   | Karpaty Lviv     |
| 2  | HV | Taras Kacharaba       | 7 tháng 1, 1995 (19 tuổi)   | 6    | 0   | Shakhtar Donetsk |
| 3  | HV | Mykyta Burda          | 24 tháng 3, 1995 (19 tuổi)  | 1    | 0   | Dynamo Kyiv      |
| 4  | HV | Pavlo Lukyanchuk      | 19 tháng 5, 1996 (18 tuổi)  | 6    | 0   | Dynamo Kyiv      |
| 5  | TV | Yuriy Tkachuk         | 18 tháng 4, 1995 (19 tuổi)  | 6    | 0   | Metalist Kharkiv |
| 6  | TV | Vyacheslav Tankovskyi | 16 tháng 8, 1995 (18 tuổi)  | 6    | 1   | Shakhtar Donetsk |
| 7  | TV | Yevhen Chumak         | 25 tháng 8, 1995 (18 tuổi)  | 6    | 0   | Dynamo Kyiv      |
| 8  | TV | Mykyta Adamenko       | 14 tháng 9, 1995 (18 tuổi)  | 1    | 0   | Shakhtar Donetsk |
| 9  | TĐ | Artem Radchenko       | 2 tháng 1, 1995 (19 tuổi)   | 6    | 4   | Metalist Kharkiv |
| 10 | TĐ | Dmytro Bilonoh        | 26 tháng 5, 1995 (19 tuổi)  | 4    | 0   | Shakhtar Donetsk |
| 11 | TĐ | Roman Yaremchuk       | 27 tháng 11, 1995 (18 tuổi) | 5    | 0   | Dynamo Kyiv      |
| 12 | TM | Bohdan Sarnavskyi     | 29 tháng 1, 1995 (19 tuổi)  | 16   | 0   | Shakhtar Donetsk |
| 14 | TV | Maxym Banasevych      | 31 tháng 1, 1995 (19 tuổi)  | 5    | 0   | Zorya Luhansk    |
| 15 | TĐ | Artem Besyedin        | 31 tháng 3, 1996 (18 tuổi)  | 4    | 0   | Dynamo Kyiv      |
| 16 | HV | Andriy Markovych      | 25 tháng 6, 1995 (19 tuổi)  | 1    | 0   | Karpaty Lviv     |
| 17 | TV | Viktor Kovalenko      | 14 tháng 2, 1996 (18 tuổi)  | 6    | 1   | Shakhtar Donetsk |
| 18 | HV | Eduard Sobol          | 20 tháng 4, 1995 (19 tuổi)  | 10   | 0   | Shakhtar Donetsk |
| 19 | TV | Ihor Kharatin         | 2 tháng 2, 1995 (19 tuổi)   | 6    | 1   | Dynamo Kyiv      |

### Serbia
Huấn luyện viên:  Veljko Paunović
Đây là danh sách các cầu thủ tham dự Giải vô địch bóng đá U-19 châu Âu 2014 vào tháng 7 năm 2014.
| Số | VT | Cầu thủ                | Ngày sinh (tuổi)            | Trận | Bàn | Câu lạc bộ        |
| -- | -- | ---------------------- | --------------------------- | ---- | --- | ----------------- |
| 1  | TM | Predrag Rajković       | 31 tháng 10, 1995 (18 tuổi) | 6    | 0   | Red Star Belgrade |
| 2  | TV | Milan Gajić            | 28 tháng 1, 1996 (18 tuổi)  | 13   | 1   | OFK Beograd       |
| 3  | HV | Nemanja Antonov        | 6 tháng 5, 1995 (19 tuổi)   | 11   | 0   | OFK Beograd       |
| 4  | TV | Saša Zdjelar           | 20 tháng 3, 1995 (19 tuổi)  | 13   | 1   | OFK Beograd       |
| 5  | HV | Miladin Stevanović     | 11 tháng 2, 1996 (18 tuổi)  | 4    | 0   | Teleoptik         |
| 6  | HV | Srđan Babić            | 22 tháng 4, 1996 (18 tuổi)  | 8    | 2   | Vojvodina         |
| 7  | TV | Veljko Simić           | 17 tháng 2, 1995 (19 tuổi)  | 15   | 8   | Basel             |
| 8  | TV | Nemanja Maksimović (C) | 26 tháng 1, 1995 (19 tuổi)  | 11   | 2   | Domžale           |
| 9  | TĐ | Staniša Mandić         | 27 tháng 1, 1995 (19 tuổi)  | 6    | 1   | Čukarički         |
| 10 | TĐ | Mijat Gaćinović        | 8 tháng 2, 1995 (19 tuổi)   | 11   | 3   | Vojvodina         |
| 11 | TĐ | Andrija Živković       | 11 tháng 7, 1996 (18 tuổi)  | 5    | 1   | Partizan          |
| 12 | TM | Vanja Milinković-Savić | 20 tháng 2, 1997 (17 tuổi)  | 3    | 0   | Vojvodina         |
| 13 | TV | Marko Grujić           | 13 tháng 4, 1996 (18 tuổi)  | 0    | 0   | Red Star Belgrade |
| 14 | HV | Vukašin Jovanović      | 17 tháng 5, 1996 (18 tuổi)  | 0    | 0   | Red Star Belgrade |
| 15 | HV | Mihailo Ristić         | 31 tháng 10, 1995 (18 tuổi) | 0    | 0   | Red Star Belgrade |
| 16 | TV | Danilo Pantić          | 26 tháng 10, 1996 (17 tuổi) | 4    | 0   | Partizan          |
| 17 | TĐ | Dejan Dražić           | 26 tháng 9, 1995 (18 tuổi)  | 4    | 0   | OFK Beograd       |
| 18 | TĐ | Luka Jović             | 23 tháng 12, 1997 (16 tuổi) | 0    | 0   | Red Star Belgrade |

## Đại diện cầu thủ

### Theo câu lạc bộ
| Số cầu thủ | Câu lạc bộ |
| ---------- | --- |
| 7          | Shakhtar Donetsk |
| 6          | Dynamo Kyiv, Porto |
| 5          | Litex Lovech |
| 4          | Benfica, Győri ETO, Levski Sofia, FC Liefering, Maccabi Tel Aviv, OFK Beograd, Red Star Belgrade, Vojvodina |
| 3          | Austria Wien, Hapoel Tel Aviv, Hertha BSC, Sporting CP |
| 2          | Bayer Leverkusen, Bayern Munich, Beitar Jerusalem, Budapest Honvéd, CSKA Sofia, Eintracht Frankfurt, 1899 Hoffenheim, Karpaty Lviv, Lokomotiv Sofia, Ludogorets Razgrad, Maccabi Haifa, Maccabi Netanya, Manchester City, Metalist Kharkiv, MTK Budapest, Partizan, Schalke 04, Szombathelyi Haladás, Werder Bremen |
| 1          | 1860 Munich II, VfR Aalen, Admira Wacker, Asdod, Atalanta, Basel, VfL Bochum, BoNga Dortmund, Botev Plovdiv, Braga, Čukarički, Domžale, Dunaújváros PASE, Ferencváros, Hapoel Ironi Kiryat Shmona, Hapoel Petah Tikva, Hapoel Ra'anana, Heerenveen, Horn, LASK, RB Leipzig, Létavértes SC 97, Lille, Maccabi Petah Tikva, Milan, Montana, Montpellier, 1. FC Nürnberg, Nyíregyháza Spartacus, Rapid Wien, Red Bull Salzburg, Ribeirão, Slavia Sofia, VfB Stuttgart, Teleoptik, Udinese, Wiener Neustadt, Zorya Luhansk |

### Theo quốc tịch câu lạc bộ
| Số cầu thủ | Câu lạc bộ                |
| ---------- | ------------------------- |
| 23         | Đức                       |
| 18         | Israel, Ukraina           |
| 17         | Bulgaria                  |
| 16         | Serbia                    |
| 15         | Bồ Đào Nha                |
| 14         | Hungary                   |
| 13         | Áo                        |
| 3          | Ý                         |
| 2          | Anh, Pháp                 |
| 1          | Hà Lan, Slovenia, Thụy Sĩ |

Quốc gia in nghiêng có đại diện đội tuyển quốc gia tham dự vòng chung kết.